# Franky Vandendriessche
Franck Vandendriessche (Waregem, 1971. április 7. –) belga válogatott labdarúgó, kapusedző.

## Pályafutása

### A válogatottban
| Válogatott | Szezon   | Mérkőzés | Gól |
| ---------- | -------- | -------- | --- |
| Belgium    | 2002-03  | 1        | 0   |
| Összesen   | Összesen | 1        | 0   |